# Lamoraal Egmont

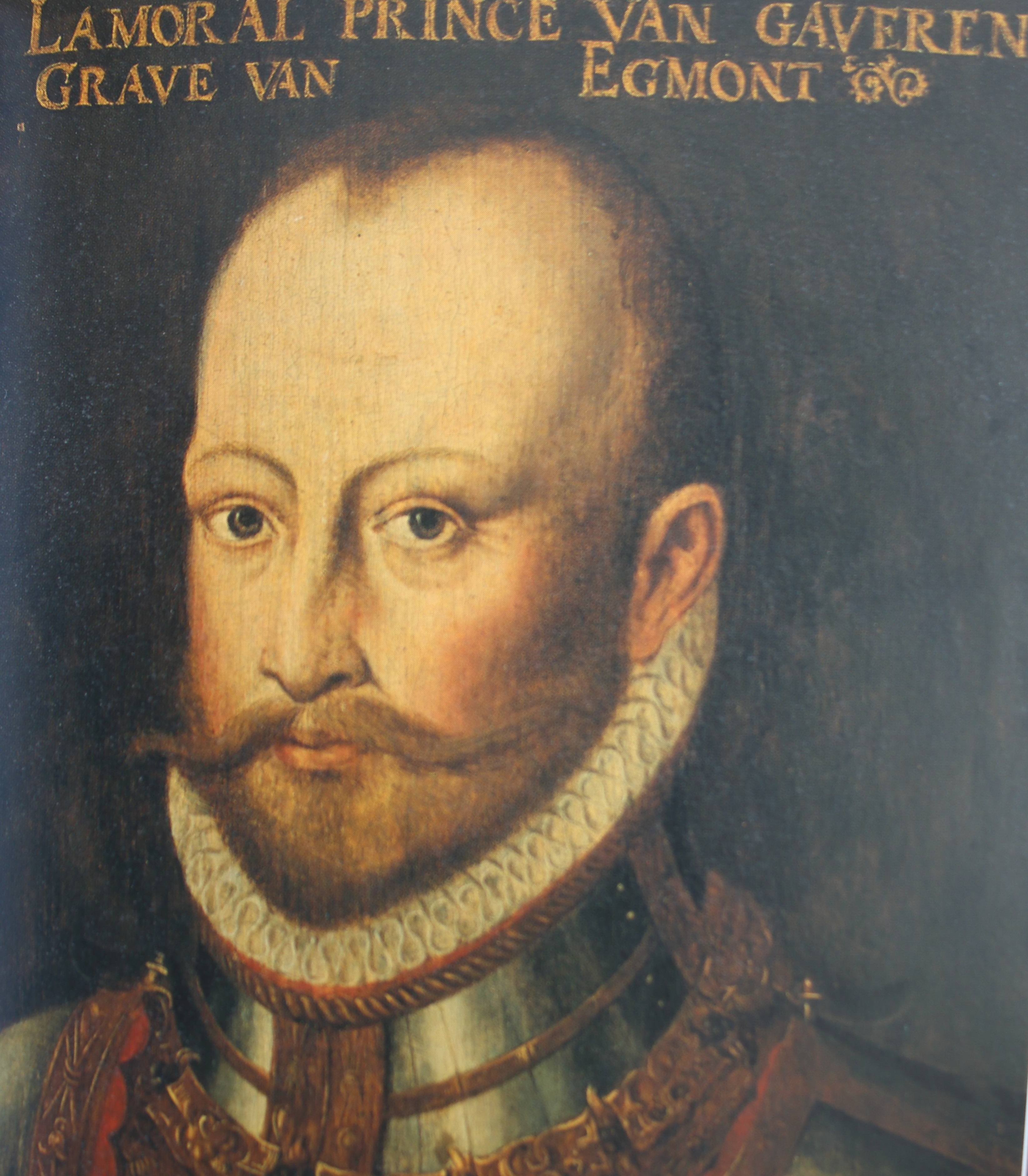

Lamoraal Egmont, född 18 november 1522, död (avrättad) 5 juni 1568, var en nederländsk greve och ledare i kampen för frigörelse från Spaniens kontroll. 
Egmont började sin krigarbana med att delta i Karl V:s angrepp mot Alger 1541 och utmärkte sig sedan under fälttåget mot Frankrike samma år, att han som 24-åring utnämndes till riddare av Gyllene skinnet. Han utmärkte sig därefter åter i det nya kriget mot Frankrike 1552-53. 1554 sändes han att förhandla om tronföljaren Filip II:s giftermål med drottning Maria av England. 
När kriget mellan Frankrike och Spanien på nytt blossade upp, stadfäste Egmont sitt fältherrerykte genom segrarna i slagen vid Saint-Quentin 1557 och vid Gravelingen 1558. Till belöning utnämndes han 1559 av Filip II till ståthållare i Flandern och medlem av nederländska statsrådet. Genom detta drogs han dock in i politiken, där han föga lämpade sig. 
Stolt och högfärdig harmades Egmont som många av sina landsmän över spanjorernas växande inflytande i Nederländerna och trädde i spetsen för oppositionen mot den allsmäktige kardinal Granvella. Upprepade gånger klagade han hos Filip över dennes makt och de nederländska rådsmedlemmarnas vanmakt men vann intet, förrän regenten Margareta av Parma, 1564 övergav Granvella. Denne avreste då, men i regeringssättet inträdde knappast någon förändring. Vid ett besök i Spanien 1565 mottogs Egmont på bästa sätt men fick bara halva löften och uträttade i sak ingenting. I "kompromissen" 1566 tog Egmont visserligen igen del, men han sympatiserade med de framställda kraven och varnade uttryckligen Filip för att fortsätta på den inslagna vägen. 
Under bildstormen stötte Egmont genom sitt vacklande och oklara uppträdande alla partier men ansåg sig själv inte på något sätt ha förgått sig mot kungen. Hans trohet mot denne och den katolska religionen kan inte heller betvivlas. När hertigen av Alba närmade sig, vägrade Egmont också att samarbeta med Vilhelm I av Oranien för att försöka åstadkomma ett väpnat uppror mot denne. Utan den populäre Egmonts medverkan blev ett uppror omöjligt, och hertigen kunde därför utan strid rycka in i Nederländerna. Egmont ville inte heller fly utan begav sig lugnt till hertigen, som den 9 september 1567 lät fängsla honom. Trots hans underkännande av domstolens kompetens och mot hans nekande dömdes Egmont av "blodsrådet" till döden för majestätsbrott och uppror. Hertigen av Alba stadfäste domen, och 5 juni 1568 halshöggs Egmont. Han begravdes i Zottegem, stad där finnes hans slott, hans museum och två statyer av Egmont.

## Eftermäle
Asteroiden 13097 Lamoraal är uppkallade efter honom.

## Dramatisering
Poetiskt har frihetshjälten Egmont behandlats av Johann Wolfgang von Goethe i sorgespelet "Egmont" som senare tonsattes av Ludwig van Beethoven.